# Памятник Богдану Хмельницкому (Чернигов)
Памятник Богда́ну Миха́йловичу Хмельни́цкому (укр. Па́м‘ятник Богда́ну Миха́йловичу Хмельни́цькому) — памятник монументального искусства местного значения в Чернигове.

## История
Решением исполкома Черниговского областного совета народных депутатов от 31.05.1971 № 286 присвоен статус памятник монументального искусства местного значения с охранным № 66 под названием Памятник Б. Хмельницкому — гетману Украины, выдающемуся деятелю, полководцу. 
Расположен в «комплексной охранной зоне памятников исторического центра города», согласно правилам застройки и использования территории. Не установлена информационная доска.
Приказом Главного управления культуры туризма и охраны культурного наследия Черниговской областной государственной администрации от 07.06.2019 № 223 для памятника используется название Памятник Б. Хмельницкому.

## Описание
В 1956 году установлен памятник гетману Богдану Хмельницкому, символизирующий 300-летнюю годовщину воссоединения Украины с Россией. Скульпторы: И. П. Кавалеридзе, Г. Л. Петрашевич, архитектор — А. А. Карнабед. Расположен в центральной части Чернигова: в сквере имени Богдана Хмельницкого.
Памятник представляет собой бетонную статую высотой 2,5 м на цилиндрическому кирпичном постаменте высотой 3,2 м. Постамент опирается на четырёхугольный цоколь, облицованный камнем и плиткой. Основой служит земляной холм. После реконструкции сквера в 2017 году, преобразилось основание: земляной холм — клумба, а к памятнику ведут ступени. 
Изначально памятник был направлен на северо-восток — в сторону запроектированного, но не построенного, здания городского комитета КПУ(б). В мае 2017 года бетонная статуя памятника была развёрнута на 180° — к Пятницкой церкви и Красной площади, что обошлось в 14,5 тысяч гривен.